# Titularbistum Alava
Alava ist ein Titularbistum der römisch-katholischen Kirche. 
Es geht zurück auf einen ehemaligen Bischofssitz in der Landschaft Kastilien in Spanien. Der Bischofssitz gehörte der Kirchenprovinz Tarragona an.
| Titularbischöfe von Alava |                             |                                                            |                   |                  |
| Nr.                       | Name                        | Amt                                                        | von               | bis              |
| 1                         | Stanisław Smoleński         | Weihbischof in Krakau (Polen)                              | 14. Januar 1970   | 8. August 2006   |
| 2                         | Mario Iceta Gavicagogeascoa | Weihbischof in Bilbao (Spanien)                            | 5. Februar 2008   | 24. August 2010  |
| 3                         | Nelson Francelino Ferreira  | Weihbischof in São Sebastião do Rio de Janeiro (Brasilien) | 24. November 2010 | 12. Februar 2014 |
| 4                         | Carlos Lema Garcia          | Weihbischof in São Paulo (Brasilien)                       | 30. April 2014    |                  |